# Weston A. Price Foundation
La Weston A. Price Foundation (WAPF) cofondée en 1999 par Sally Fallon (Morell) et la nutritionniste Mary G. Enig (en) (PhD), est une association à but non lucratif américaine dont l'objet est la « ré-introduction d'une alimentation riche en nutriments dans le régime alimentaire américain, par l'éducation, la recherche et toutes activités militantes ».
La fondation a été critiquée par la FDA américaine (Food and Drug Administration) pour avoir défendu la consommation de lait cru et par le docteur Joel Fuhrman pour son soutien à la consommation de graisses d'origine animale.